# Borat
Els borats són compostos químics que contenen oxoanions de bor en estat oxidat +3. L'ió borat més simple, BO₃3−, té una estructura trigonal planar. Altres borats estan fets de BO₃ trigonal o unitats estructurals tetrahèdriques BO₄, compartint àtoms d'oxigen. El bor es troba a la natura principalment com minerals borats o borosilicats.

## Ions polimèrics

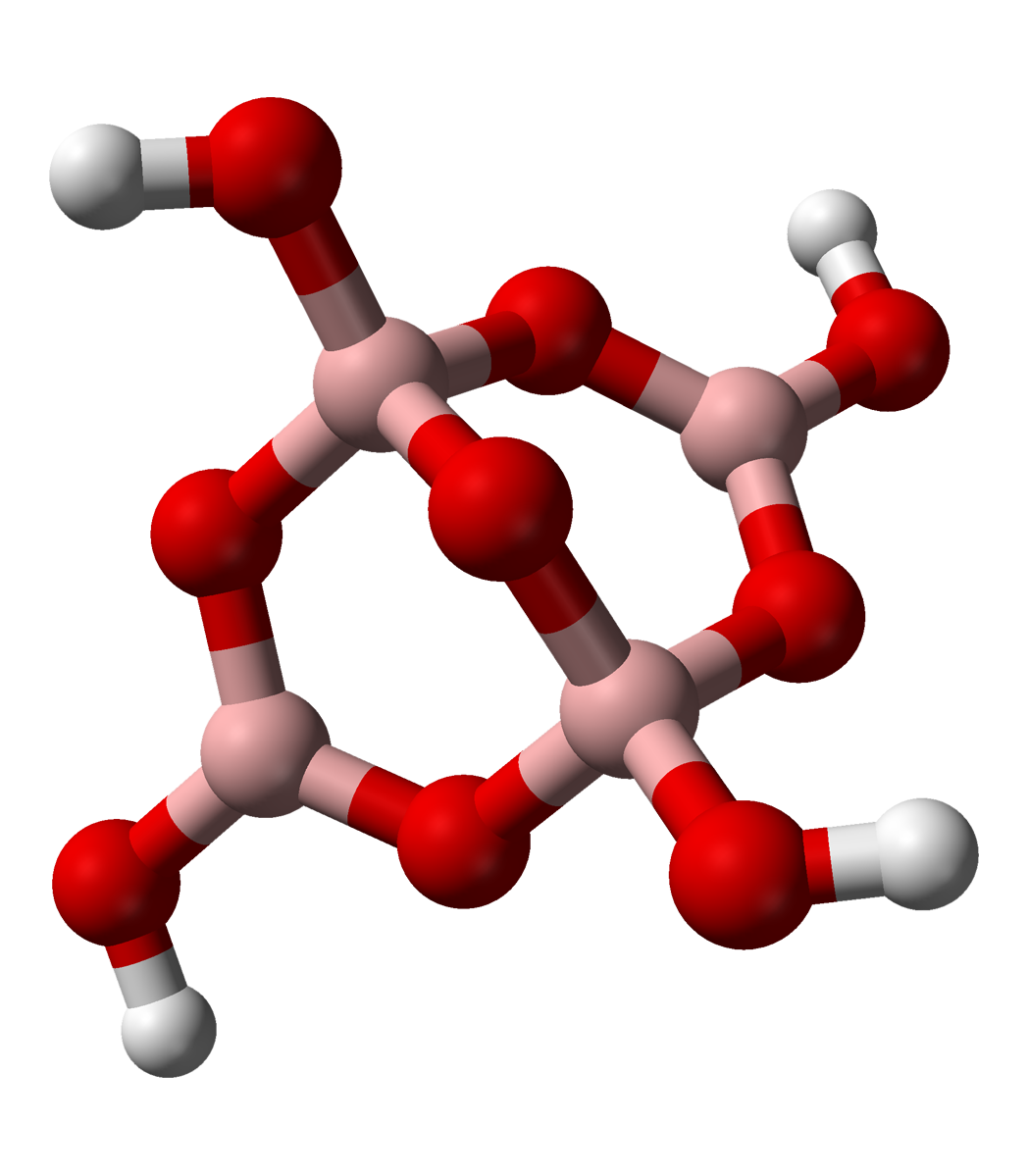
Estructura de l'ió del tetraborat (bòrax). Rosa,bor; vermell, oxigen; blanc, hidrogen

Es coneixen un gran nombre d'ions de borat polimèrics. Es fan per la reacció de B(OH)₃ o B₂O₃ amb òxids de metall. Entre els exemples hi ha:
- diborat B₂O₅4− e.g. in Mg₂B₂O₅ (suanita)

- triborat B₃O₇5- in CaAlB₃O₇ (johachidolita)

- tetraborat B₄O96− in e.g. Li₆B₄O9

- metaborats, com el LiBO₂ contenen llargues cadenes de BO₃ trigonal.

- borats que contenen 3 o 4 bors coordinats, incloent l'anió en el bòrax.

## Usos
- El vidre borosilicat es coneix també com pyrex, és resistent al trencament quan s'escalfa.

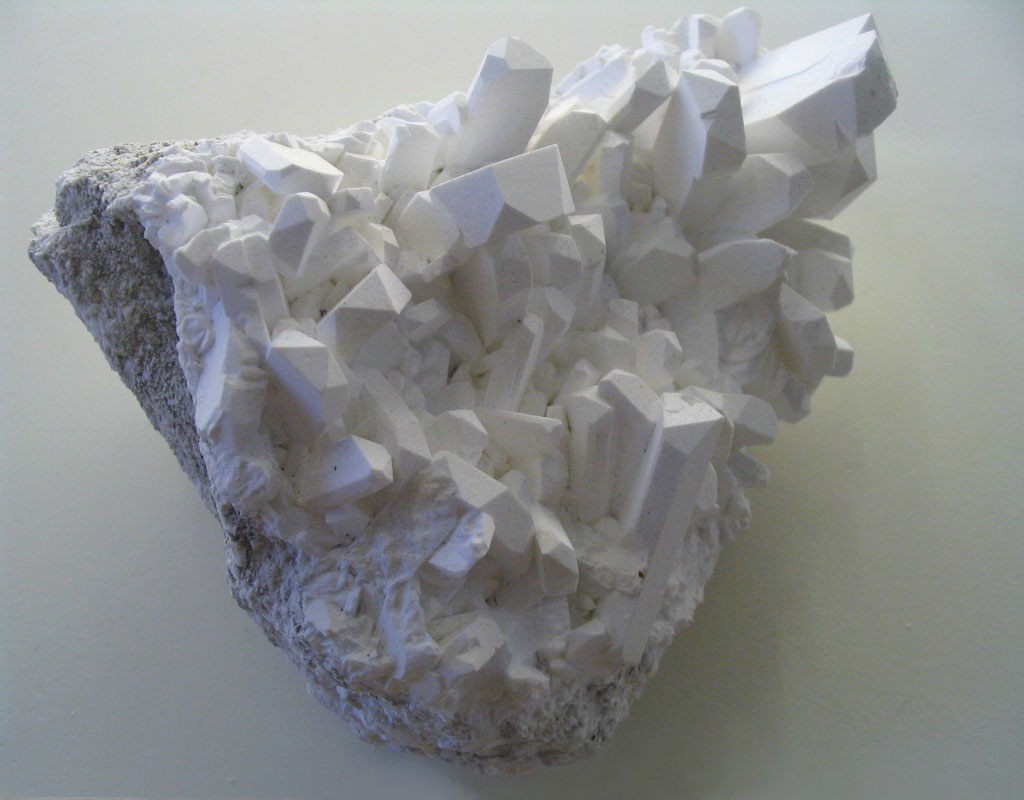
Cristalls de borax

Sals comunes de borats inclouen el metaborat de sodi, NaBO₂, i el bòrax. El bòrax és bastant soluble en aigua i per això els seus dipòsits només en troben en llocs molt àrids com la vall de la Mort de califòrnia el desert d'Atacama.